# Resolució 1450 del Consell de Seguretat de les Nacions Unides
La Resolució 1450 del Consell de Seguretat de les Nacions Unides fou adoptada el 13 de desembre de 2002. Després de reafirmar les resolucions 1189 (1998), 1269 (1999), 1368 (2001) i 1373 (2001), condemna l'atac terrorista amb bomba al Paradise Hotel a Kikambala, Kenya, i l'intent d'atac amb míssils contra el vol 582 d'Arkia que havia sorit de Mombasa, Kenya, el 28 de novembre de 2002.
El Consell de Seguretat va reafirmar la necessitat de combatre les amenaces a la pau i la seguretat internacionals causades per actes terroristes i l'obligació dels estats d'adherir-se al Conveni internacional per a la repressió d'atemptats terroristes amb explosius i al Conveni per a la repressió d'actes il·lícits contra la seguretat de l'aviació civil. Va deplorar les reivindicacions de responsabilitat per part d'Al-Qaeda pels atacs a Kenya, va afirmar les obligacions dels estats en virtut de la Resolució 1390 (2002), i va expressar simpatia i condolences a les famílies de les víctimes i dels pobles i governs de Kenya i Israel.
La resolució va demanar a tots els estats que portessin als responsables a la justícia de conformitat amb les seves obligacions en virtut de la Resolució 1373. Finalment, el Consell va concloure expressant la seva determinació per combatre totes les formes de terrorisme.
La resolució 1450 va ser aprovada per 14 dels 15 membres del Consell, mentre que Síria va votar en contra. En explicar el seu vot, el representant sirià va dir que el país condemnava els atacs terroristes, però s'oposava a l'ús repetit d'Israel en el text i el llenguatge que es desviava del principal propòsit de la resolució. A més, Síria va declarar que Israel havia comès "atrocitats terroristes" diàriament contra el poble palestí. L'aprovació de la resolució també va marcar la primera vegada que les pèrdues israelianes eren esmentades o condemnades en una resolució; el Consell de Seguretat no havia esmentat pèrdues israelians després de l'atemptat a l'AMIA de 1994 a Argentina.